# Aeroportul Kremenchuk
Aeroportul Kremenchuk (IATA: KHU, ICAO: UKHK) este un aeroport din Regiunea Poltava, Ucraina ce deservește zona Kremenciuk. A fost numit după zona deservită.
aeroportul dispune de o singură pistă.